# Billy Barty
Billy Barty, pseudonimo di William John Bertanzetti (Millsboro, 25 ottobre 1924 – Glendale, 23 dicembre 2000), è stato un attore statunitense.

## Biografia
Di origini italiane, figlio di Ellen Cecial Bettegar e Albert Steven Bertanzetti, Billy Barty nacque a Millsboro nel 1924. Per quanto nella storia del cinema molte persone come lui affette da nanismo siano state scelte a impersonare parti di bambino, Barty (affetto da ipoplasia cartilagine-capelli) si distinse per aver cominciato egli stesso la sua carriera a 3 anni come attore bambino, sfruttando sin dall'inizio la sua capacità di interpretare personaggi apparentemente ancora più giovani, addirittura parti di neonato, con un sorprendente effetto comico. Il suo primo impegno risale al periodo 1927-1934 in una lunga serie di oltre 50 cortometraggi nel ruolo del fratellino minore di Mickey Rooney nel serial cinematografico Mickey McGuire.
Nel corso degli anni trenta Barty comparve anche in numerosi film hollywoodiani, Monkey Business - Quattro folli in alto mare (1931), La danza delle luci (1933), Viva le donne! (1933) e Il museo degli scandali (1933), dove gli vennero riservati dei brevi intermezzi comici. La sua interpretazione drammatica di maggior rilievo come attore bambino fu nel ruolo di "Mustard-Seed" nel film Sogno di una notte di mezza estate (1935). Sul finire degli anni trenta Barty si esibì con sempre maggiore frequenza anche in teatro nel vaudeville, spesso assieme al giovane e coetaneo Donald O'Connor.
Seguì quindi un decennio di pausa, durante il quale Barty completò i suoi studi alla scuola superiore e quindi al college. Negli anni cinquanta tornò al cinema e trovò ampie opportunità, soprattutto alla televisione, impegnandosi in una lunga carriera che avrà termine soltanto con la sua morte. Dal 1963 al 1967 presentò un proprio programma per ragazzi, The Billy Barty Show. Continuò ad apparire in numerosi film, da Il giorno della locusta (1975) a Willow (1988) e molti altri. Barty usò la propria popolarità per difendere i diritti delle persone affette da nanismo contro i perduranti pregiudizi e discriminazioni, fondando nel 1957 un'associazione (The Little People of America) che presto acquistò rilevanza nazionale. Sposatosi nel 1962 e padre di due figli, Barty morì nel 2000 a causa di un'insufficienza cardiaca, all'età di 76 anni. È sepolto nel Forest Lawn Memorial Park di Los Angeles, California. 

## Filmografia parziale

### Cinema
- Soup to Nuts, regia di Benjamin Stoloff (1930)
- Goldie, regia di Benjamin Stoloff (1931)
- Monkey Business - Quattro folli in alto mare (Monkey Business), regia di Norman Z. McLeod (1931)
- Over the Hill, regia di Henry King (1931)
- Out All Night, regia di Sam Taylor (1933)
- La danza delle luci (Gold Diggers of 1933), regia di Mervyn LeRoy (1933)
- Viva le donne! (Footlight Parade), regia di Lloyd Bacon (1933)
- Il museo degli scandali (Roman Scandals), regia di Frank Tuttle (1933)
- Alice nel Paese delle Meraviglie (Alice in Wonderland), regia di Norman Z. McLeod (1933)
- La moglie di Frankenstein (Bride of Frankenstein), regia di James Whale (1935)
- Sogno di una notte di mezza estate (A Midsummer Night's Dream), regia di William Dieterle e Max Reinhardt (1935)
- Nulla sul serio (Nothing Sacred), regia di William A. Wellman (1937)⁹
- L'isola dei pigmei (Jungle Jim in Pygmy Island), regia di William Berke (1950)
- La sopravvissuta (The Undead), regia di Roger Corman (1957)
- Avventura nella fantasia (The Wonderful World of the Brothers Grimm), regia di Henry Levin e George Pal (1962)
- Avventura in Oriente (Harum Scarum), regia di Gene Nelson (1965)
- Il giorno della locusta (The Day of the Locust), regia di John Schlesinger (1975)
- Won Ton Ton, il cane che salvò Hollywood (Won Ton Ton: The Dog Who Saved Hollywood), regia di Michael Winner (1976)
- Bocca da fuoco (Firepower), regia di Michael Winner (1979)
- Pattuglia di notte (Night Patrol), regia di Jackie Kong (1984)
- Legend, regia di Ridley Scott (1985)
- Due tipi incorreggibili (Tough Guys), regia di Jeff Kanew (1986)
- Body Slam, regia di Hal Needham (1986)
- Il potere magico (Rumpelstiltskin), regia di David Irving (1987)
- I dominatori dell'universo (Masters of the Universe), regia di Gary Goddard (1987)
- Biancaneve (Snow White), regia di Michael Berz (1987)
- Willow, regia di Ron Howard (1988)
- UHF - I vidioti (UHF), regia di Jay Levey (1989)
- Bianca e Bernie nella terra dei canguri (The Rescuers Down Under) (1990) - voce
- Che vita da cani! (Life Stinks), regia di Mel Brooks (1991)
- Pezzi duri... e mosci (The Naked Truth), regia di Nico Mastorakis (1992)

### Televisione
- The Red Skelton Hour – serie TV, 11 episodi (1952-1970)
- The Spike Jones Show – serie TV, 19 episodi (1954)
- General Electric Theater – serie TV, episodio 3x25 (1955)
- Corky, il ragazzo del circo (Circus Boy) – serie TV, episodi 1x01-1x03-2x11 (1956-1957)
- Peter Gunn – serie TV, 8 episodi (1958-1961)
- Mr. Lucky – serie TV, episodio 1x28 (1960)
- Gli uomini della prateria (Rawhide) – serie TV, episodio 4x08 (1961)
- Thriller – serie TV, episodio 1x19 (1961)
- Io e i miei tre figli (My Three Sons) – serie TV, episodio 2x30 (1962)
- The Billy Barty Show – serie TV (1963-1967)
- Codice Gerico (Jericho) – serie TV, episodio 1x16 (1967)
- The Bugaloos – serie TV, 17 episodi (1970-1971)
- Sigmund and the Sea Monsters, – serie TV, 13 episodi (1973)
- La casa nella prateria (Little House on the Prairie) – serie TV, episodi 6x05 e 9x05 (1979 e 1983)
- CHiPs – serie TV, episodio 6x03 (1979)
- L'asso dei detective (Ace Crawford, Private Eye) – serie TV, 5 episodi (1983)
- Wildfire – serie TV, 9 episodi (1986) - voce
- Bride of Violence – miniserie TV (1990)

## Doppiatori italiani
Nelle versioni in italiano dei suoi film, Billy Barty è stato doppiato da: 
- Gastone Pescucci in Il potere magico, Biancaneve
- Mario Milita in La casa nella prateria
- Roberto Del Giudice in I dominatori dell'universo
- Arturo Dominici in Willow
- Gianni Vagliani in Pezzi duri... e mosci

Da doppiatore è sostituito da:
- Luca Dal Fabbro in Bianca e Bernie nella terra dei canguri